# Ртутьевропий
Ртутьевропий — бинарное неорганическое соединение
европия и ртути
с формулой EuHg,
кристаллы.

## Получение
- Сплавление стехиометрических количеств чистых веществ:

{\displaystyle {\mathsf {Eu+Hg\ {\xrightarrow {T}}\ EuHg}}}

## Физические свойства
Ртутьевропий образует кристаллы
кубической сингонии,
пространственная группа P m3m,
параметры ячейки a = 0,3880 нм, Z = 1,
структура типа хлорида цезия CsCl
.